# Lachenalia paucifolia
Lachenalia paucifolia är en sparrisväxtart som först beskrevs av Winsome Fanny 'Buddy' Barker, och fick sitt nu gällande namn av John Charles Manning och Peter Goldblatt. Lachenalia paucifolia ingår i släktet Lachenalia och familjen sparrisväxter. Inga underarter finns listade i Catalogue of Life.